# Pena (Familienname)
Pena ist ein Familienname.

## Namensträger
- Afonso Augusto Moreira Pena (1847–1909), brasilianischer Politiker
- Alano Maria Pena (* 1935), brasilianischer Geistlicher, Erzbischof von Niterói
- Alexandru Pena (* 1990), rumänischer Fußballtorhüter
- Aloísio Jorge Pena Vitral (* 1955), brasilianischer Geistlicher, römisch-katholischer Bischof von Sete Lagoas
- Carlos Pena (Schauspieler) (* 1989), US-amerikanischer Schauspieler, Tänzer und Sänger
- Cristiano Portela de Araújo Pena (1913–2000), brasilianischer römisch-katholischer Geistlicher und Bischof von Divinópolis
- Enmy Peña (Enmy Manuel Peña Beltré, * 1992), dominikanischer Fußballspieler
- Fábio Pena (* 1990), brasilianischer Fußballspieler
- Joaquim Pena i Costa (1873–1944), katalanischer Musikwissenschaftler und Musikkritiker
- Leandro Pena (* 1990), brasilianischer Rollstuhltennisspieler
- Luís Antunes Pena (* 1973), portugiesischer Komponist für elektronische und instrumentale Musik
- Luís Carlos Martins Pena (1815–1848), brasilianischer Schriftsteller
- Lula Pena (* 1974), portugiesische Fadosängerin
- Marius Pena (* 1985), rumänischer Fußballspieler
- Nerea Pena (* 1989), spanische Handballspielerin
- Paul Pena (1950–2005), US-amerikanischer Bluesmusiker
- Pierre Pena (1520/1535–1600/1605), französischer Arzt und Botaniker
- Radu Pena (* 2001/2002), rumänischer Squashspieler
- Rodolfo das Mercês de Oliveira Pena (1890–1975), brasilianischer Geistlicher, Bischof von Valença
- Tori Pena (* 1987), irisch-US-amerikanische Stabhochspringerin